# Aslı Özge

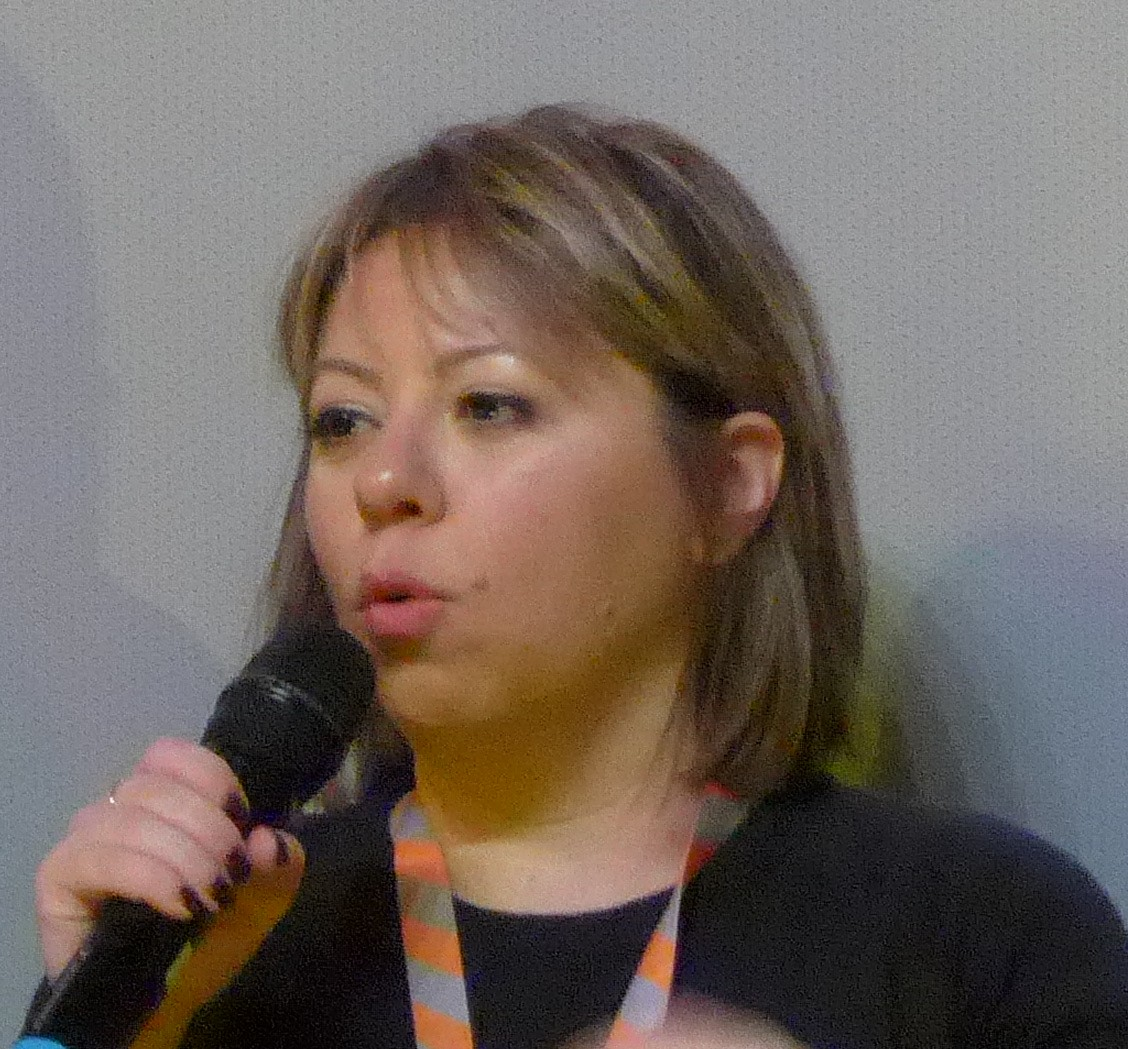
Özge auf der Berlinale 2016

Aslı Özge (* 1. Januar 1975 in Istanbul, Türkei) ist eine türkische Filmregisseurin, -produzentin und Drehbuchautorin, die 2009 mit ihrem Kinodebüt Men on the Bridge bekannt wurde.

## Leben und Wirken
Nach einem 1995 abgeschlossenen Studium der Kommunikationswissenschaften an der Universität von Istanbul nahm Özge ihr Studium an der Fakultät für Bildende Künste der Marmara-Universität in Istanbul auf, das sie 1999 abschloss. Nach dem Studium veröffentlichte sie den Kurzfilm Capital C, der beim 22. Nationalen İFSAK Kurz- und Dokumentarfilmwettbewerb in der Kategorie „Bester Film“ ausgezeichnet wurde. 2003 wurde ihr erster Spielfilm Ein bisschen April, eine deutsch-türkische Produktion im Auftrag des ZDF, auf 3sat ausgestrahlt. Ihr nächstes Projekt, der Dokumentarfilm Hesperos’un Çömezleri, erhielt 2005 auf dem Antalya Filmfestival eine Nominierung in der Kategorie „Bester Dokumentarfilm“. 2009 feierte ihr mehrfach ausgezeichneter Kinofilm Men on the Bridge Premiere. 2020 führte sie Regie in sechs Folgen der ersten Staffel von Dunkelstadt.
Seit 2000 hat Özge ihren Lebensmittelpunkt in Berlin und Istanbul.

## Filmografie (Auswahl)

### Als Drehbuchautorin
- 2009: Men on the Bridge (Köprüdekiler)
- 2013: Lebenslang (Hayatboyu)
- 2016: Auf einmal
- 2023: Black Box

### Als Produzentin
- 2009: Men on the Bridge (Köprüdekiler)
- 2016: Auf Einmal

### Als Regisseurin
- 2000: Capital C (Büyük Harf C)
- 2003: Ein bisschen April
- 2005: Hesperos’un Çömezleri
- 2009: Men on the Bridge (Köprüdekiler)
- 2013: Lebenslang (Hayatboyu)
- 2016: Auf Einmal
- seit 2020: Dunkelstadt (Fernsehserie)
- 2023: Black Box
- 2024: Faruk

## Auszeichnungen (Auswahl)
- 2009
  - Nominierung für den Leopard Club Award auf dem Locarno International Film Festival für Men on the Bridge
  - Preisträgerin der Goldenen Tulpe auf dem Istanbul Film Festival in der Kategorie Bester Nationaler Film für Men on the Bridge

- 2013
  - Nominierung für den Goldenen Hugo auf dem Chicago International Film Festival in der Kategorie Bester Spielfilm für Lebenslang
  - Preisträgerin der Goldenen Tulpe auf dem Istanbul Film Festival in der Kategorie Beste Regie für Lebenslang

- 2016
  - Preisträgerin auf den Internationalen Filmfestspielen Berlin in der Kategorie Label Europa Cinemas – Special Mention für Aslı Özge und Zrinko Ogresta für Auf Einmal
  - Preisträgerin des FIPRESCI-Preis auf dem Istanbul Film Festival in der Kategorie International Competition für Auf Einmal
  - Nominierung für den Audentia Award auf dem Istanbul Film Festival in der Kategorie International Competition für Auf Einmal

- 2024
  - FIPRESCI-Preis auf den Internationalen Filmfestspielen Berlin (Bester Beitrag in der Sektion Panorama)[6]